# Anthony Giddens
Anthony Giddens (Londra, 18 gennaio 1938) è un sociologo e politologo britannico.

## Biografia
Nato da una famiglia della media borghesia londinese, ha ottenuto la laurea alla London School of Economics, e si è specializzato a Cambridge.
Ha iniziato ad insegnare psicologia sociale all'Università di Leicester dove ha incontrato Norbert Elias, prima di incominciare lo sviluppo della sua posizione teoretica.
In seguito ha lavorato alla London School of Economics, di cui è stato anche direttore. Dal 2004 siede alla Camera dei Lord tra le file del Partito Laburista.

## Pensiero
Considerato uno dei più importanti ed eminenti critici della sociologia contemporanea, ha raggiunto la fama mondiale nel 1976 con la pubblicazione del libro Nuove regole del metodo sociologico. Chiaro l'intento, fin dal titolo che richiama ironicamente la celebre opera di Durkheim, di dare nuova linfa alla metodologia sociologica.
Giddens, oltre a rifiutare l'identificazione delle scienze sociali con quelle naturali, non risparmia critiche alle correnti strutturaliste e funzionaliste che hanno dominato le teorie degli ultimi decenni, nonostante riconosca Norbert Elias come uno dei suoi maestri.
Dal punto di vista della scienza politica, Giddens è l'ideatore principale della famosa "terza via", che ha trovato nella politica di Tony Blair la sua prima attuazione pratica.
Nel 1995 ha utilizzato il termine relazioni pure, per indicare un ideale a cui convergono le relazioni interpersonali della modernità.

## Opere
- Capitalism and Modern Social Theory. An Analysis of the writings of Marx, Durkheim and Max Weber, (1971). Traduzione italiana: Capitalismo e teoria sociale. Marx, Durkheim, Weber, Il Saggiatore.
- New Rules of Sociological Method: a Positive Critique of interpretative Sociologies (1976). Traduzione italiana: Nuove regole del metodo sociologico. Bologna: Il Mulino.
- Central problems in Social Theory: Action, Structure and Contradiction in Social Analysis (1979).
- Sociology: a Brief but Critical Introduction (1982).
- The Constitution of Society. Outline of the Theory of Structuration (1984).
- Durkheim (1986).
- The Consequences of Modernity (1990).
- Modernity and Self-Identity. Self and Society in the Late Modern Age (1991). 1999,  Identità e società moderna. Napoli: Ipermedium libri.
- Reflexive Modernization. Politics, Tradition and Aesthetics in the Modern Social Order (1994, con Beck, Ulrich & Giddens, Anthony & Lash, Scott).
- Beyond Left and Right - the Future of Radical Politics (1994).1997, Oltre la destra e la sinistra. Bologna: Il Mulino.
- Politics, Sociology and Social Theory: Encounters with Classical and Contemporary Social Thought (1995).
- In Defence of Sociology (1996); The Third Way. The Renewal of Social Democracy (1998).
- Runaway World: How Globalization is Reshaping Our Lives (1999).2000 Il mondo che cambia. Come la globalizzazione ridisegna la nostra vita. Bologna: Il Mulino.
- The Third Way and Its Critics (2000).
- Sociology (2001).
- Europe In The Global Age (2007).
- La trasformazione dell'intimità. Sessualità, amore ed erotismo nelle società moderne, trad di Delia Tasso , 1995 , Il Mulino , Bologna
- Turbulent and Mighty Continent: What Future for Europe? (2014)